# Dorudon
Il dorudonte (gen. Dorudon) è un cetaceo estinto, appartenente agli archeoceti. Visse tra l'Eocene medio e l'Eocene superiore (41 – 33 milioni di anni fa). I suoi resti sono stati ritrovati in Nordamerica, Egitto e Pakistan, ovvero lungo le sponde dell'antico mare di Tetide.

## Descrizione
Lungo 5 metri dalla testa alla coda, questo cetaceo possedeva come molti altri archeoceti due pinne posteriori, residui degli arti posteriori dell'antenato anfibio Ambulocetus e di uno dei due potenziali diretti antenati Kutchicetus o Maiacetus. A differenza dei cetacei attuali, era inoltre sprovvisto di melone e quindi incapace di usufruire dell'ecolocazione. Le narici si aprivano a metà del cranio ed era del tutto assente lo sfiatatoio. Date le sue "modeste" dimensioni, poteva essere preda del Basilosaurus, lungo anche 18 metri.

## Classificazione
I primi resti di dorudonte furono attribuiti a giovani esemplari del ben più grande Basilosaurus, un altro cetaceo primitivo che visse nello stesso ambiente del dorudonte. I fossili furono descritti correttamente nel 1845, con la scoperta di esemplari giovani e l'istituzione del genere Dorudon. Questo animale era un tipico appartenente agli archeoceti, i cetacei più antichi e primitivi. Alcuni studiosi ritengono che da animali simili a Dorudon possano essersi originati i cetacei moderni (Autoceta). Sono note principalmente due specie di Dorudon, D. atrox e D. serratus. Altre specie precedentemente ascritte a questo genere sono state in seguito riclassificate, come D. osiris (genere Saghacetus). Una forma molto simile a Dorudon è Zygorhiza.

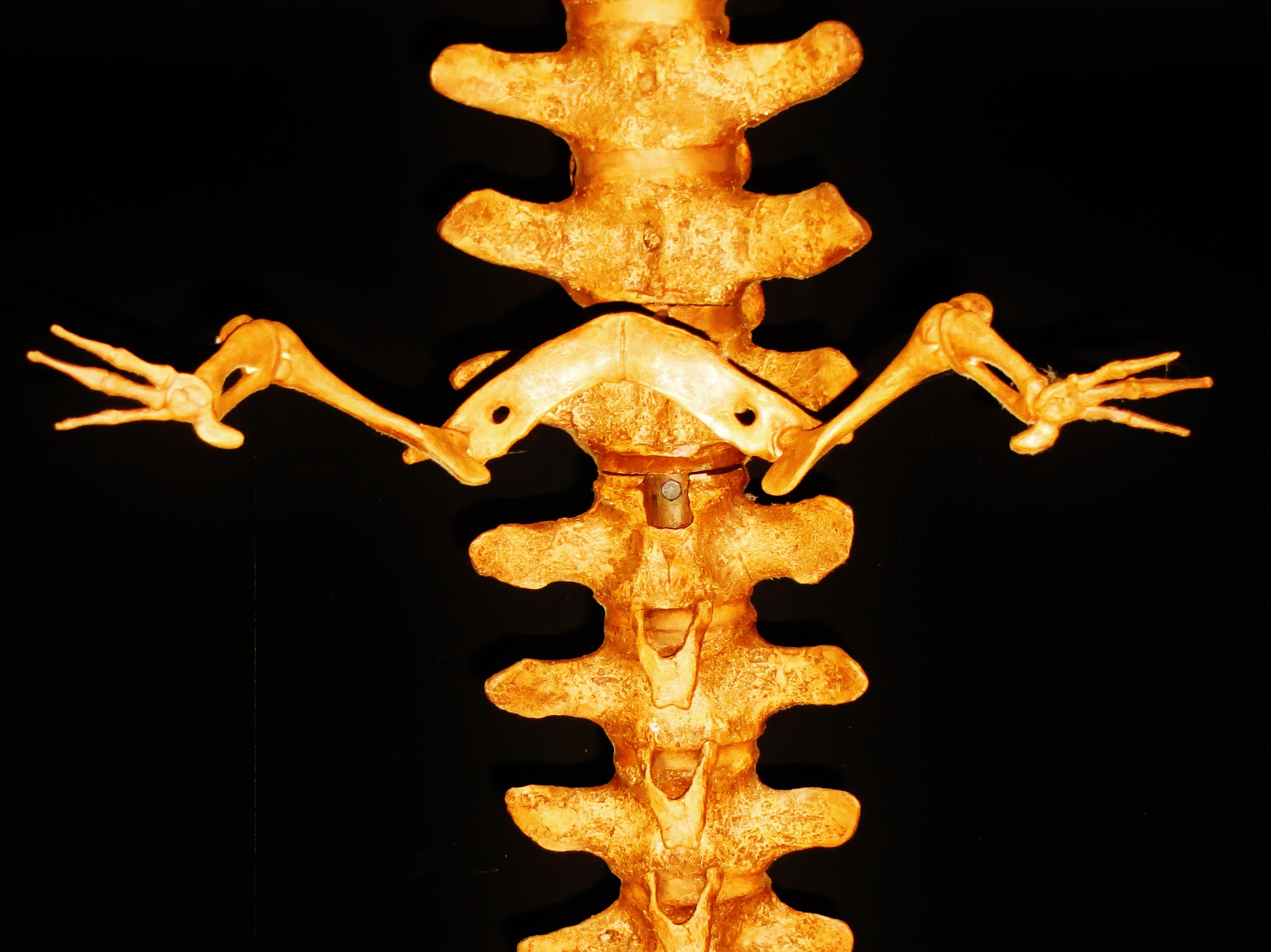
Particolare delle minuscole zampe posteriori di Dorudon atrox

## Stile di vita
È probabile che il dorudonte fosse un attivo cacciatore, che si nutriva di pesci e molluschi che catturava grazie a rapidi movimenti del corpo. I dorudonti si diffusero negli oceani di gran parte del mondo, principalmente in acque calde. È possibile che i giovani di dorudonte fossero a loro volta prede del gigantesco Basilosaurus: alcuni crani fossili di esemplari immaturi, infatti, riportano cicatrici dovute con tutta probabilità a morsi del grande cetaceo.

Resti di Dorudon atrox in Egitto

## Nella cultura di massa
Dorudon appare per la prima volta nel documentario della BBC I predatori della preistoria, dove come detto prima, è una delle prede abituali del Basilosaurus. Fa anche una breve comparsa in Mostri del mare.